# Plato Portmann
Plato Portmann (* 3. Juni 1920 in Sarnen; † 15. Januar 2014) war ein Schweizer Biochemiker.

## Leben
Plato Portmann studierte Medizin und wurde 1949 bei Edgardo Giovannini (1909–2004) an der Schweizer Universität Freiburg zum Dr. med. promoviert. Ab 1955 lehrte er als Privatdozent an der Universität Freiburg. 1958 erfolgte die Ernennung zum außerordentlichen Professor und 1963 die Ernennung zum ordentlichen Professor der physiologischen Chemie. Er war von 1958 bis 1990 Direktor des Instituts für Physiologische Chemie. 1966/67 war er Dekan der Fakultät für Naturwissenschaften. 1991 wurde er emeritiert.

## Schriften
- Isatinderivate als Dehydrase-Modelle und die Aktivität ihrer Carbonylgruppe bei der Oxim-Bildung, Calendria 1949 (Dissertation)
- Zur Kenntnis der alkalischen Darmphosphatase, Landenberg 1958 (Habilitation)